# 横浜刑務所
横浜刑務所（よこはまけいむしょ）は、法務省矯正局の東京矯正管区に属する刑務所。下部機関として横須賀刑務支所・横浜拘置支所・小田原拘置支所・相模原拘置支所の4か所の支所を持つ。
主として26歳以上の犯罪傾向の進んだ男性受刑者を収容する施設。高齢化が深刻で、80代も数人いる。
全国的にも類を見ない「笑う刑務所」を推進している。

## 所在地
- 神奈川県横浜市港南区港南四丁目2番2号[3]
  - 上大岡駅（京急本線）から徒歩約15分・港南中央駅（横浜市営地下鉄ブルーライン）から徒歩約10分[4]
  - 横浜少年鑑別所[5]・横浜拘置支所が当所に隣接しており[6]、所在地は横浜少年鑑別所が「港南四丁目2番1号」[7]、横浜拘置支所が「港南四丁目2番3号」である[3]。

## 収容分類級
- B級
- F級

横須賀刑務支所には在日アメリカ軍関係者も収容している。

## 収容定員
- 1,200人（2020年2月約880人収容中）

## 沿革
本刑務所は、幕末の開国と同時に、伊豆国下田に作られた奉行所管轄の囚獄をルーツとする。
- 1855年（安政2年） - 日本の開国に伴い、伊豆国賀茂郡下田（現・静岡県下田市）に囚獄開設。
- 1859年（安政6年） - 横浜港開港により、武蔵国久良岐郡戸部村字宮ノ前（現・横浜市西区伊勢町3丁目・公務員伊勢町公舎）に移転。神奈川奉行の下に置かれ、戸部牢屋敷と改称。
- 1868年（明治元年） - 神奈川奉行を廃して横浜裁判所（現在の横浜地方裁判所とは似て非なる）を置く。
- 1871年（明治4年） - 神奈川県設置に伴い、神奈川県に移管。
- 1893年（明治26年） - 狭隘・老朽化のため、県議会に新築案が提案される。
- 1899年（明治32年）2月 - 神奈川県久良岐郡根岸村字広地（現・横浜市磯子区丸山二丁目）に移転。敷地面積約2万2千坪、建築面積約6,600坪。
- 1923年（大正12年）9月1日 - 関東大震災により、建物50棟中24棟倒壊、16棟半壊。職員3名・収容者35名が圧死し、ほかに職員数名と収容者50名が重傷を負った。
- 1924年（大正13年）3月11日 - 震災被害と、周囲の都市化が進んだため、市会で再移転が提案され、同年12月に事業計画が決定した。
- 1936年（昭和11年）5月 - 横浜市中区笹下町（現・港南区港南四丁目）の現在地に竣工。
- 1939年（昭和14年)  - 赤誠隊と名付けられた囚人部隊1280名を送りハゴイ飛行場建設を荷った。
- 1945年（昭和20年） - アメリカ軍が横浜刑務所を接収して戦犯収容所を開設[8]。

## 組織
所長の下に4部2室を持つ6部室制である。
- 総務部（庶務課、会計課、用度課）
- 処遇部（処遇部門、作業部門）
- 教育部
- 医務部（保健課、医務課）
- 分類審議室
- 国際対策室

## 特記事項
- 刑務作業の一環として製麺作業が1999年（平成11年）より全国の刑務所で唯一行われている[9]。
- 当刑務所の改築工事までは、ブランド石鹸類「ハマローズ」を製造して全国の刑務所等で使用されていたが、石鹸製造は横須賀刑務支所へ移転した[9]。
- 金属工場では中華鍋の製造を実施している[10]。
- 刑務所敷地内を通る道路は夜間を除き交通開放されており、敷地内に矯正協会が運営する刑務所作業製品（CAPIC製品）の展示場（土日祝休）[11]や笹下稲荷神社などが所在する。また最寄り駅である港南中央駅売店でも、一部の刑務所作業製品が委託販売されている。
- 11月の第1土日曜日に、横浜矯正展を開催する。初日は刑務所内見学や鑑別所内見学も行う。横浜の乾麺を使ったうどんの販売、横須賀刑務所のブースで石鹸作り体験など。YouTubeで動画も公開している[12][13]。

## 参照資料
- 『磯子の水辺から－堀割川その復権－』 2001年、堀割川の会編

座標: 北緯35度23分59.2秒 東経139度35分38.7秒 / 北緯35.399778度 東経139.594083度